# Den, kdy se ochladila Země
Den, kdy se ochladila Země (v anglickém originále The Day the Earth Stood Cool) je 7. díl 24. řady (celkem 515.) amerického animovaného seriálu Simpsonovi. Scénář napsal Matt Selman a díl režíroval Matthew Faughnan. V USA měl premiéru dne 9. prosince 2012 na stanici Fox Broadcasting Company a v Česku byl poprvé vysílán 16. července 2013 na stanici Prima Cool.

## Děj
Homer se rozčílí, když je považován za Bartova dědečka. Poté se seznámí s Terrancem, pohodovým pekařem koblih z Portlandu, který hledá pro sebe a svou rodinu nové místo k životu, protože se domnívá, že Portland už je „ohraný“. Když Homerovi řekne, že ve Springfieldu vidí potenciál, Homer mu navrhne, aby koupil sousední dům, což také udělá. 
Simpsonovi se seznámí s Terrancovou ženou Emily, jeho domácím mazlíčkem – pásovcem Chueyem, jejich dcerou Corduroy a synem T-Rexem a poprvé se seznámí také s jejich způsobem života. Zatímco Homera a Lízu rodina okamžitě zaujme, Barta dráždí T-Rexův cynismus a Marge je v jejich přítomnosti nesvá, zejména z Emilyina veřejného kojení. Přesto Marge Homera podporuje v jeho touze zapadnout do jejich životního stylu a dovolí mu spojit jejich dvorek se sousedním do „monodvora“ a nechá ho, Barta a Lízu doprovázet Terrance a T-Rexe na rockové koncerty, mexické zápasy, roller derby, korejské gangsterské filmy a výstavy moderního umění, i když jí začíná vadit, že se děti stávají domýšlivými. Simpsonovi jsou pozváni na oslavu T-Rexových narozenin, kde si Marge znepřátelí Emily a její kolegyně kojící matky tím, že odmítne kojit Maggie. Mezitím se T-Rex vysmívá Homerovu dárku a nazývá ho pozérem, což Barta rozzlobí a začne se s ním prát. To způsobí třenice mezi rodinami, ale když se Bart omluví, Homer se rozhodne přerušit s Terrancem a jeho rodinou veškeré styky. 
Homer a Marge tlačí na Terrance a Emily, aby Springfield opustili, ale jejich „pokorné vychloubání“ města má za následek, že se do Springfieldu stěhují další pohodoví lidé. Jejich životní styl rychle pohltí město; z hořících pneumatik se stane farmářský trh, z Komiksákova obchodu Taschen, z hudebního obchodu King Toot se stane Centrum léčivé marihuany King Toke, ze Springfieldské základní školy je družstvo a z Kwik-E-Martu se stane Apuův dům špačků. Mezitím se Bart usmíří s T-Rexem a pozve ho, aby se s ním díval na televizi. Ten, nadšený touto vyhlídkou, opustí své povinnosti obraceče kompostu a připojí se k Bartovi. Kompost se však vznítí a požár se začne šířit. Homer a Terrance se společně snaží oheň uhasit pomocí velkých sudů s dětskou výživou, které má Marge v garáži. Terrence a Emily se omluví Homerovi a Marge za to, že je tak odsuzovali. 
Krátce poté The New York Times označí Springfield za „nejpohodovější město Ameriky“. Okamžitě poté, co se to dozví, se Terrence a Emily a ostatní pohodáři k velkému zděšení Lízy přestěhují.

## Produkce
Scenárista Matt Selman měl dlouho v plánu, že Simpsonovi nakonec navštíví Portland, což ho napadlo poté, co se bývalý scenárista Simpsonových Bill Oakley přestěhoval do Oregonu, ale „to se muselo změnit, jakmile úspěšně debutovala Portlandia“, jejímž scenáristou se Oakley stal. Fred Armisen a Carrie Brownsteinová nahrávali své repliky zhruba rok dopředu.

## Přijetí

### Hodnocení
Epizodu sledovalo celkem 7,44 milionu diváků a v demografické skupině diváků ve věku 18–49 let získala rating 3,4, čímž se stala nejsledovanějším pořadem bloku Animation Domination toho večera jak v celkové sledovanosti, tak v demografické skupině 18–49.

### Kritika
Epizoda se setkala s převážně pozitivním přijetím ze strany kritiků i fanoušků. Robert David Sullivan z The A.V. Clubu udělil dílu známku B+, když řekl: „Je to jedna z nejdisciplinovanějších epizod Simpsonových vůbec, bez béčkových zápletek a bez jediné odbočky, a je to zatím nejdůsledněji vtipný díl této řady.“.